# Артеріосклероз

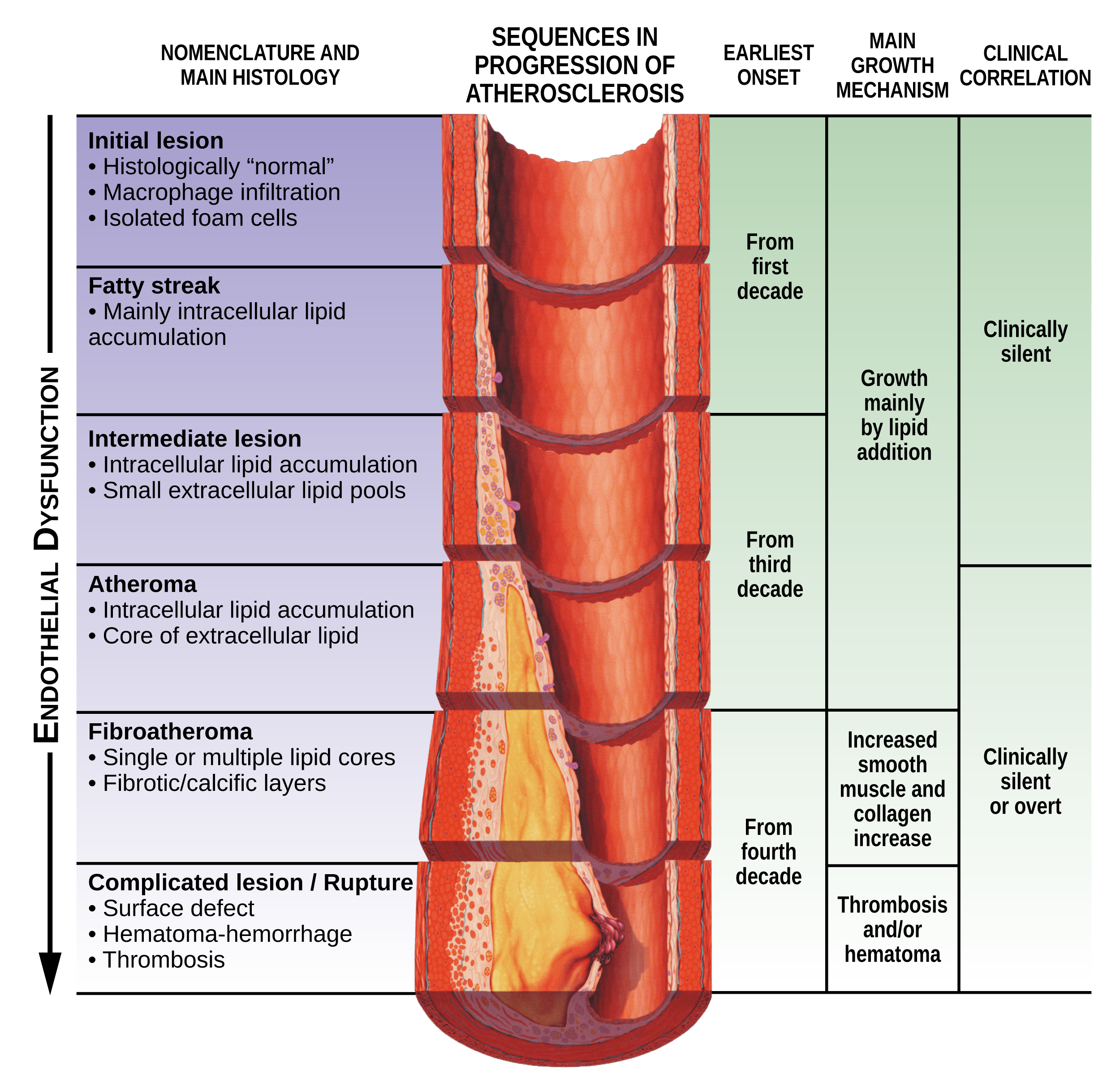

Артеріосклеро́з (грец. αρτηρια — жила та грец. σκληρωσις — затвердіння) — збірна назва кількох захворювань, що перебігають з ущільненням стінок артерій внаслідок надмірного розвинення в них сполучної тканини.
Ураження артеріосклерозом починається з того, що інтима (внутрішній шар стінки кровоносної судини) артерії починає заповнюватися відкладеннями клітинних відходів. Коли вони починають дозрівати, вони можуть набувати різних форм артеріосклерозу. Всі вони пов'язані між собою спільними рисами, такими як жорсткість артеріальних судин, потовщення артеріальних стінок і дегенеративна природа захворювання.